# Caribbean Financial Action Task Force
A Força-Tarefa de Ação Financeira do Caribe (CFATF) é uma organização de estados e territórios da Bacia do Caribe que concordaram em implementar contra-medidas comuns contra a lavagem de dinheiro. A CFATF tem status de associado na Força-Tarefa de Ação Financeira contra a Lavagem de Dinheiro (FATF).

## História
O CFATF foi estabelecido como resultado de duas reuniões importantes realizadas em Aruba e na Jamaica. Em Aruba, em 1990, representantes de países do Caribe e da América Central desenvolveram uma abordagem geral para o problema da lavagem de produtos criminosos e fizeram 19 recomendações. Uma reunião de ministros realizada em Kingston, Jamaica, em 1992, resultou na Declaração de Kingston, endossando o compromisso dos Estados membros de implementar as recomendações e coordenar a implementação por meio do estabelecimento do Secretariado da CFATF.
Os membros da CFATF são:
- Anguila
- Antígua e Barbuda
- Aruba
- Barbados
- Belize
- Bermudas
- Ilhas Cayman
- Curação
- Dominica
- República Dominicana
- El Salvador
- Granada
- Guatemala
- Guiana
- Haiti
- Jamaica
- Montserrat
- São Cristóvão e Nevis
- Santa Lúcia
- São Vicente e Granadinas
- São Martinho (Países Baixos)
- Suriname
- Bahamas
- Trinidad e Tobago
- Ilhas Turcas e Caicos
- Venezuela
- Ilhas Virgens